# Penny Black
Il Penny Black è il primo francobollo emesso al mondo. Ideato da Rowland Hill per conto del Regno Unito di Gran Bretagna e Irlanda fu venduto al pubblico a partire dal 1º maggio 1840 nonostante la data ufficiale di emissione fosse fissata al 6 maggio. Illustrato con l'effigie della regina Vittoria, andò fuori corso nel 1855.

## Notizie storiche

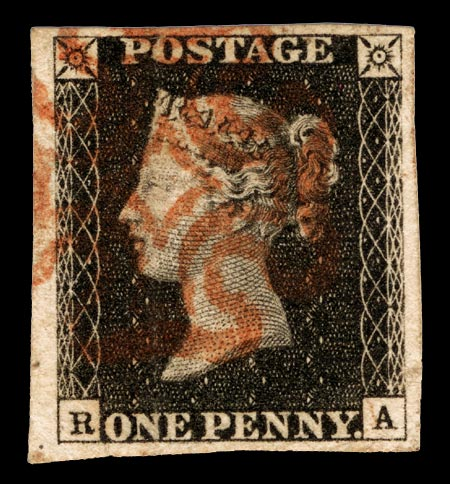
Un Penny Black, con un timbro rosso difficile da vedere, che ebbe quindi vita breve

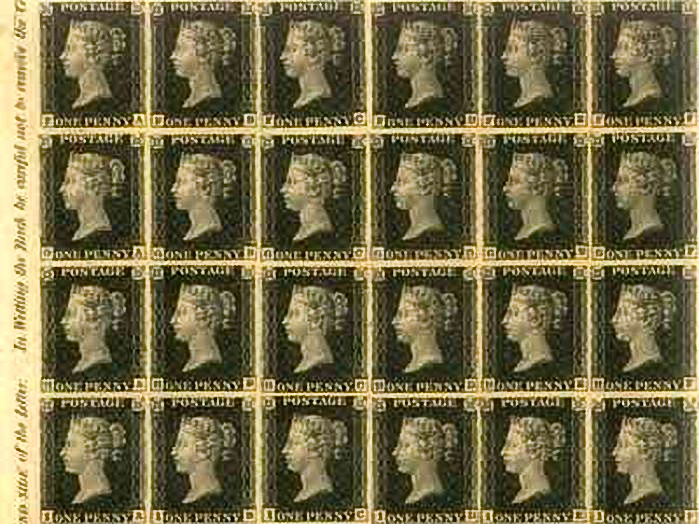
Un raro blocco in perfette condizioni di Penny Black

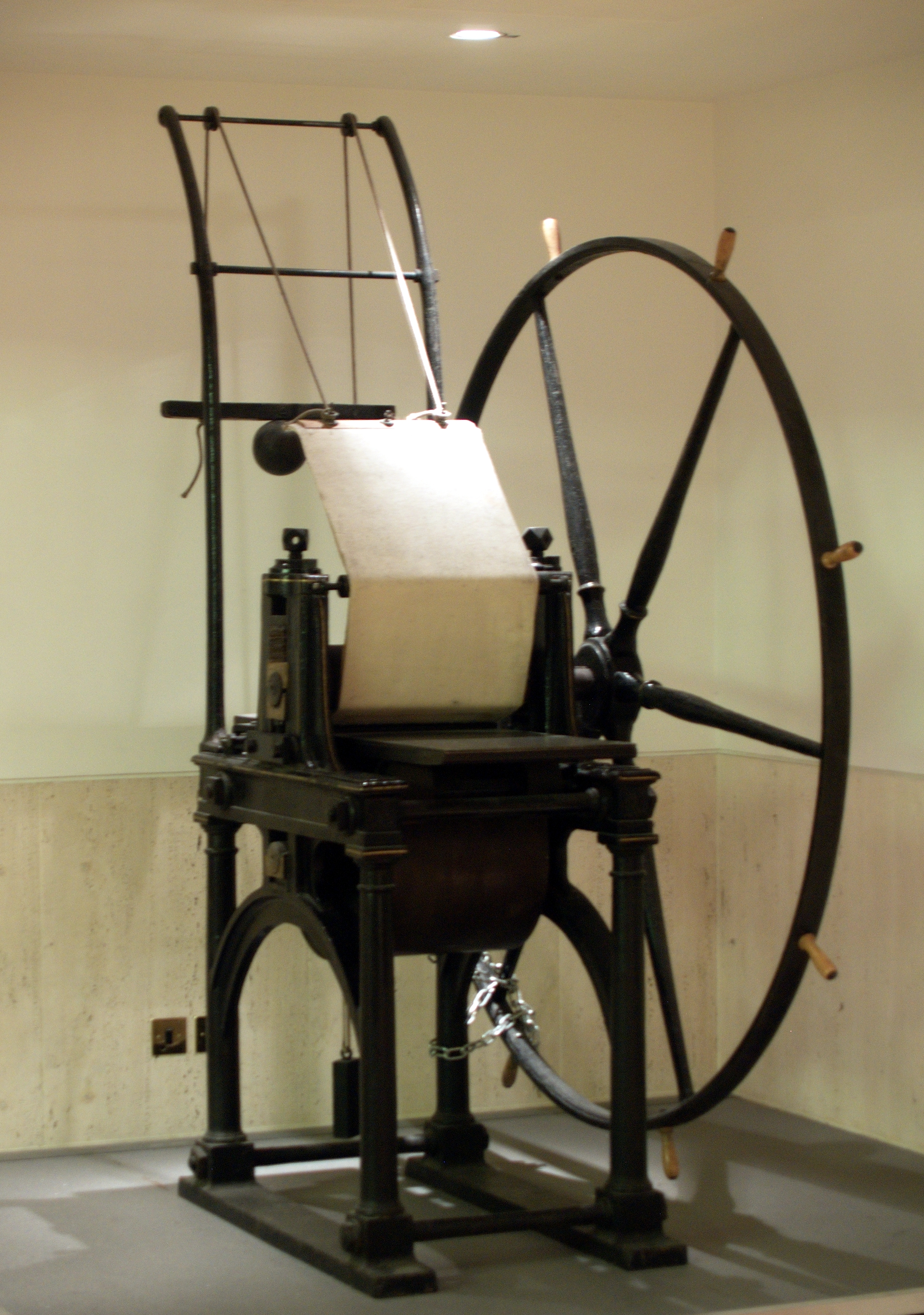
La macchina di stampa di Jacob Perkins, la tipografia che stampò il Penny Black ed il 2 pence blu, alla British Library Philatelic Collections

Prima dell'introduzione del francobollo l'onere del trasporto postale era normalmente a carico del destinatario (era comunque possibile effettuare il pagamento da parte del mittente). Nel caso in cui il destinatario fosse impossibilitato al ritiro della corrispondenza, l'amministrazione postale era costretta a fronteggiare il danno economico derivante. Già nel XVII secolo tale problema era stato preso in considerazione dall'Amministratore Generale delle Poste Britanniche sir Henry Bishop, che provò ad introdurre il pagamento anticipato dal mittente attestandolo con un bollo detto "Post Paid". Nel 1830 il londinese Charles Fenton Whiting, per evitare problemi con le spedizioni dei giornali adottò un timbro, detto "go free", da applicarsi ad avvenuto pagamento. Nel 1834 l'editore Charles Knight suggerì alle poste inglesi di adottare il metodo di Whiting per l'invio dei giornali in abbonamento.
Il 13 febbraio 1837 il politico Rowland Hill portò a termine lo studio di una riforma postale, intitolata "Post Office Reform", in cui proponeva l'adozione di una tassa da un penny a carico del mittente per la spedizione della corrispondenza destinata all'interno del Regno Unito. Nella stessa proposta di riforma era suggerita l'adozione di una carta stampata adesiva da apporre sulla corrispondenza come prova dell'avvenuto pagamento. La riforma prevedeva di fatto che la corrispondenza di Stato fosse contrassegnata con una carta apposita. Nel 1838 tutta la pubblicazione venne sintetizzata dall'autore nel bollettino "The Post Circular".
L'8 febbraio 1838 il libraio scozzese James Chalmers propose a Rowland Hill un campione di contromarca postale che aveva al centro la dicitura "NOT EXCEEDING HALF AN OUNCE". Nel frattempo la proposta di riforma presentata da Rowland Hill alla Camera dei Lord trovava una ferrea opposizione nel Duca di Wellington e nel Primo ministro Robert Peel.
Il 17 agosto 1839 la riforma venne infine approvata e fu indetto un concorso detto "Treasury Competition" per individuare un bozzetto da usare per il primo francobollo del mondo. Insieme poteva essere presentato anche un bozzetto per illustrare i francobolli riservati alla corrispondenza di Stato, che doveva contenere le lettere "VR" per indicare "Victoria Regina". Tale concorso prevedeva un premio di 600 sterline e al Ministero del Tesoro Britannico pervennero più di 2700 illustrazioni che furono poi esposte in una sala di Buckingham Palace, ma la commissione esaminatrice non fu in grado di attribuire la vincita a nessuno e il premio venne diviso fra quattro artisti considerati meritevoli. Il maggior numero di bozzetti per illustrare i francobolli riservati alla corrispondenza di stato fu presentato da Charles Fenton Whiting. Tutti i bozzetti pervenuti alla Treasury Competition sono oggi conservati nella Collezione Reale Britannica, ad eccezione di alcuni che risultano in mani private.
Fu così accolta la proposta di un funzionario del Ministero del Tesoro che indicò di dedicare la vignetta alla regina Vittoria, prendendo spunto da un bozzetto presentato da sir MacKenzie. Fu ritenuto più opportuno rifarsi ad un medaglione inciso da William Wyon, commemorativo della visita della regina alla Corporazione di Londra. Rowland Hill, con un disegno di proprio pugno, indicò che nella parte superiore fosse posizionata la scritta "POSTAGE". Il pittore Edward Henry Corbould fu incaricato di riprodurre il medaglione, affinché gli incisori Frederick e Charles Heath potessero ricavare un punzone in acciaio al fine di produrre una tavola di stampa. La ditta Perkins Bacon & Co. di Londra il 16 dicembre 1839 ottenne l'incarico di procedere alla stampa con metodo calcografico.
Insieme furono prodotti anche il valore da 2 pence azzurro, da usarsi per la corrispondenza più pesante, ed il penny nero per il servizio di stato. Con una circolare inviata il 24 aprile 1840 tutti gli uffici postali furono messi al corrente che entro il 1º maggio 1840 sarebbero stati riforniti di esemplari del penny black e del 2 pence azzurro, affinché fossero posti in vendita il giorno 6 dello stesso mese. Il 7 maggio 1840 venne diffusa agli uffici postali una circolare a tutti i direttori delle Poste che integrava la precedente, relativa all'emissione dei valori da uno e due penny, e nella quale erano illustrati i tre francobolli emessi. La circolare invitava a tenere in considerazione i francobolli recanti la dicitura "VR" ed evitare qualsiasi errore di interpretazione.
Nel 1879 Patrick Chalmers, figlio di James Chalmers, intentò causa agli eredi di Rowland Hill affinché fosse riconosciuta al proprio genitore la paternità dell'invenzione del francobollo.

## Vignetta e tavola di stampa
La produzione prevedeva di stampare per ogni foglio 240 esemplari disposti in 20 file da 12 e l'8 aprile del 1840 la tipografia Perkins & Bacon aveva pronta la prima tavola così composta. La scelta non fu casuale ma dettata dalla volontà di far raggiungere ad un foglio intero il prezzo di 240 pence che equivalevano ad una sterlina.
La stampa a pieno regime iniziò il 15 aprile e fu eseguita su carta prodotta artigianalmente con un tappeto di filigrana che faceva coincidere su ogni francobollo una coroncina. Sul foglio insieme ai francobolli erano stampate sul bordo alcune indicazioni che servivano a facilitarne l'uso e nelle quali il nome usato non era ancora "stamp" (francobollo) ma "label" (etichetta). Le diciture riportavano che la fila di dodici "etichette" aveva il prezzo di uno scellino e l'intero foglio quello di una sterlina. Uguali indicazioni erano posizionate sui fogli dei francobolli per il Servizio di Stato ed in quelli da 2 penny.
La vignetta del Penny Black contiene ai quattro angoli altrettanti quadrati a fondo bianco di cui quelli superiori sono forniti di decorazione mentre quelli inferiori di lettere. Tali lettere indicano il posto esatto del cliché che ha prodotto il francobollo nella tavola di stampa.
In tale modo è stato possibile nominare gli esemplari della prima fila come: AA, AB, AC, AD, AE, AF e via di seguito. La seconda fila ha invece come caratteristica la lettera B e dunque: BA, BC, BD, e via di seguito. Tale attribuzione arriva fino alla lettera TL. Questo sistema fu ideato dallo staff di Rowland Hill come precauzione contro eventuali falsificazioni in quanto consente in maniera inequivocabile di stabilire il posto nella tavola di stampa. Nei francobolli riservati al Servizio di Stato le decorazioni presenti negli angoli superiori sono sostituite dalle lettere VR ma negli angoli inferiori la nomina dei francobolli è identica a quelli ordinari.

## Usi postali
Per annullare il Penny Black venne ideato un apposito annullo a Croce di Malta da usarsi insieme a timbri datari ed a cui si affiancarono gli annulli circolari di Manchester, Norwich e Liverpool. Inizialmente fu usato un inchiostro di colore rosso, ma quasi immediatamente venne preferito il nero.
Nei primi mesi del 1843 fu invece usato un inchiostro di colore giallo. Nonostante fosse stabilito che il giorno ufficiale di emissione dovesse essere il 6 maggio 1840, è nota una lettera annullata e timbrata con data 1º maggio 1840 ed un frammento di lettera con data 2 maggio 1840. Con i francobolli riservati al Servizio di Stato sono invece note solo cinque lettere. Una appartenente alla collezione privata della regina Elisabetta II, è in realtà un involucro per lettera datato 21 febbraio 1841, inviato da Bagenalstown a Dublino, entrambi in Irlanda.
Il più lungo percorso postale compiuto da un documento postale affrancato con Penny Black è quello della lettera inviata il 29 giugno 1841 da Hawick, in Scozia, a Sydney, in Australia. Fu necessaria un'affrancatura con sei francobolli, che furono annullati con un timbro a croce di Malta in inchiostro nero..

## Notizie tecniche
- Soggetto: effigie della regina Vittoria
- Tiratura: 68.158.080 esemplari[1]
- Stampa: calcografica[2]
- Fogli: da 240 esemplari
- Dentellatura: assente[2]
- Filigrana: a piccola corona[2]
- Incisori: Frederick e Charles Heat
- Disegnatore: Edward Henry Corbould